# Władysław Trzeciak
Władysław Trzeciak (ur. 20 października 1891, zm. 14 stycznia 1931 w Warszawie) – major piechoty inżynier Wojska Polskiego, kawaler Orderu Virtuti Militari.

## Życiorys
Urodził się 20 października 1891 roku. W czasie I wojny światowej walczył w szeregach Armii Polskiej we Francji. Dowodził kompanią karabinów maszynowych . 
1 czerwca 1921 roku pełnił służbę w kompanii zapasowej 1 pułku czołgów, a jego oddziałem macierzystym był 42 pułk piechoty. 3 maja 1922 roku został zweryfikowany w stopniu kapitana ze starszeństwem z dniem 1 czerwca 1919 roku i 1349. lokatą w korpusie oficerów piechoty, a jego oddziałem macierzystym był nadal 42 pp w Białymstoku. W latach 1923–1924 pełnił służbę w Departamencie Piechoty Ministerstwa Spraw Wojskowych w Warszawie na stanowisku kierownika referatu czołgów. Z dniem 1 stycznia 1925 roku został przydzielony do macierzystego 1 pułku czołgów. W lutym 1925 roku został odkomenderowany do Polskiej Misji Wojskowej Zakupów w Paryżu do dnia 1 lutego 1926 roku. Następnie był komendantem Centralnej Szkoły Czołgów . Uzyskał dyplomy inżyniera elektryka i inżyniera mechanika . Od jesieni 1927 roku pełnił służbę w Instytucie Badań Inżynierii na stanowisku kierownika referatu czołgów Biura Konstrukcyjnego Broni Pancernych . Obowiązki służbowe łączył z pracą dydaktyczną na Wydziale Mechanicznym Politechniki Warszawskiej  . 2 grudnia 1930 roku został awansowany na majora ze starszeństwem z dniem 1 stycznia 1931 roku i 40. lokatą w korpusie oficerów piechoty. Zmarł 14 stycznia 1931 roku w Szpitalu Ujazdowskim w Warszawie po miesięcznej przeszło chorobie. Przyczyną śmierci było zapalenie płuc i powstały w związku z tym wrzód. Trzy dni później został pochowany na Cmentarzu Wojskowym na Powązkach   (kwatera A10-5-3).

## Ordery i odznaczenia
- Krzyż Srebrny Orderu Wojskowego Virtuti Militari[15] nr 6834 – 10 maja 1922[16]
- Krzyż Niepodległości – pośmiertnie, 9 listopada 1932 roku „za pracę w dziele odzyskania niepodległości”[17]
- Krzyż Walecznych[15]
- Medal Międzysojuszniczy „Médaille Interalliée”[18]
- Odznaka „Znak Pancerny” nr 262 – pośmiertnie, 11 listopada 1933[19]
- Krzyż Kawalerski Legii Honorowej[18]